# Academia Charles Cros
La Académie Charles Cros es una asociación francesa creada el 1947 por un grupo de críticos y especialistas del disco, entre los que se encontraban Armand Panigel, José Bruyr, Antoine Goléa, Franck Tenot, Pierre Brive y Roger Vincent, con la presidencia del musicòlogo Marc Pincherle. Sucedieron a Pincherle como presidentes de la Academia Daniel-Lesur, Michel Philippot, Hugues Dufourt y Alain Fantapié.

## Composición
Se compone de unos cincuenta miembros, especializados en los campos de la crítica musical, la grabación de sonido y la vida cultural. Se creó en honor al poeta e inventor autodidacta Charles Cros (1842-1888), uno de los pioneros de la grabación de sonido y amigo de Arthur Rimbaud y Paul Verlaine.

## Objetivos
Los objetivos de la Academia son establecer puentes entre los poderes públicos que definen la política cultural y el conjunto de profesionales de la música y el disco.
Desde 1948, la Academia otorga anualmente el Grand Prix du Disque, que recompensan grabaciones musicales en diferentes categorías como "canción", "música clásica", "jazz", etc. Otro premio reconoce libros relevantes del campo de la musicología. A raíz de la evolución de la técnica, los premios –otorgados originariamente a 78 RPM– se otorgan hoy en CD o DVD.